# Elezioni parlamentari in Belgio del 1985
Le elezioni parlamentari in Belgio del 1985 si tennero il 13 ottobre per il rinnovo del Parlamento federale (Camera dei rappresentanti e Senato). In seguito all'esito elettorale, Wilfried Martens, espressione del Partito Popolare Cristiano, fu confermato Primo ministro.

## Risultati

### Camera dei rappresentanti
| Liste                                                        | Voti      | %     | Seggi |
| ------------------------------------------------------------ | --------- | ----- | ----- |
| Partito Popolare Cristiano                                   | 1 291 244 | 21,29 | 49    |
| Partito Socialista (SP)                                      | 882 200   | 14,55 | 32    |
| Partito Socialista (PS)                                      | 834 488   | 13,76 | 35    |
| Partito per la Libertà e il Progresso                        | 651 806   | 10,75 | 22    |
| Partito Riformatore Liberale                                 | 619 390   | 10,21 | 24    |
| Partito Social-Cristiano                                     | 482 254   | 7,95  | 20    |
| Unione Popolare                                              | 477 755   | 7,88  | 16    |
| Agalev                                                       | 226 758   | 3,74  | 4     |
| Ecolo                                                        | 152 483   | 2,51  | 5     |
| Blocco Fiammingo                                             | 85 391    | 1,41  | 1     |
| Fronte Democratico dei Francofoni                            | 72 361    | 1,19  | 3     |
| Partito Comunista del Belgio                                 | 71 695    | 1,18  | –     |
| Unione Democratica per il Rispetto del Lavoro                | 69 707    | 1,15  | 1     |
| Partito del Lavoro del Belgio                                | 46 034    | 0,76  | –     |
| Solidarietà e Partecipazione                                 | 31 983    | 0,53  | –     |
| Partito Operaio Socialista/Partito Socialista dei Lavoratori | 13 681    | 0,23  | –     |
| Verdi                                                        | 9 719     | 0,16  | –     |
| PW                                                           | 9 284     | 0,15  | –     |
| Forces                                                       | 8 221     | 0,14  | –     |
| Unione per una Nuova Democrazia                              | 6 609     | 0,11  | –     |
| Partito dei Belgi Germanofoni                                | 5 228     | 0,09  | –     |
| Fronte Nazionale                                             | 3 738     | 0,06  | –     |
| Partito Liberale Cristiano                                   | 3 442     | 0,06  | –     |
| Altri <0,05%                                                 | 8 789     | 0,14  | –     |
| Totale                                                       | 6 064 260 | 100   | 212   |

### Senato
| Liste                                                        | Voti      | %     | Seggi |
| ------------------------------------------------------------ | --------- | ----- | ----- |
| Partito Popolare Cristiano                                   | 1 260 113 | 21,02 | 25    |
| Partito Socialista (SP)                                      | 868 624   | 14,49 | 16    |
| Partito Socialista (PS)                                      | 832 792   | 13,89 | 18    |
| Partito per la Libertà e il Progresso                        | 637 776   | 10,64 | 11    |
| Partito Riformatore Liberale                                 | 588 373   | 9,82  | 13    |
| Unione Popolare                                              | 484 996   | 8,09  | 8     |
| Partito Social-Cristiano                                     | 475 119   | 7,93  | 10    |
| Agalev                                                       | 229 206   | 3,82  | 2     |
| Ecolo                                                        | 163 361   | 2,73  | 2     |
| Blocco Fiammingo                                             | 90 120    | 1,50  | –     |
| Unione Democratica per il Rispetto del Lavoro                | 73 045    | 1,22  | –     |
| Partito Comunista del Belgio                                 | 71 020    | 1,18  | –     |
| Fronte Democratico dei Francofoni                            | 70 239    | 1,17  | 1     |
| Partito del Lavoro del Belgio (PTB/PVDA)                     | 44 799    | 0,75  | –     |
| Solidarietà e Partecipazione                                 | 33 554    | 0,56  | –     |
| Partito Socialista dei Lavoratori/Partito Operaio Socialista | 16 786    | 0,28  | –     |
| Verdi                                                        | 10 988    | 0,18  | –     |
| PW                                                           | 10 539    | 0,18  | –     |
| Forces                                                       | 9 318     | 0,16  | –     |
| Unione per una Nuova Democrazia                              | 7 200     | 0,12  | –     |
| Partito dei Belgi Germanofoni                                | 5 364     | 0,09  | –     |
| Fronte Nazionale                                             | 4 201     | 0,07  | –     |
| Partito Liberale Cristiano                                   | 3 267     | 0,05  | –     |
| Partito Femminista Unificato                                 | 1 430     | 0,02  | –     |
| Partito Comunitario Nazional-Europeo                         | 1 312     | 0,02  | –     |
| VVP                                                          | 446       | 0,01  | –     |
| PAIX                                                         | 443       | 0,01  | –     |
| Totale                                                       | 5 994 431 | 100   | 106   |